# Seseli stewartii
Seseli stewartii är en växtart i släktet Seseli och familjen flockblommiga växter.
Arten är en perenn ört som förekommer i östra Afghanistan och nordvästa Pakistan. Den beskrevs först som Selinum stewartii av Minosuke Hiroe 1958, och fick sitt nu gällande namn av Michail Pimenov och Jevgenij Kljujkov 2009.